# ورا ووتروبسووا
ورا ووتروبسووا (انگلیسی: Věra Votrubcová؛ زادهٔ ) یک بازیکن تنیس روی میز اهل چکسلواکی است. 
وی در مسابقات کشوری و بین‌المللی در مجموع برنده ۶ مدال طلا، ۳ مدال نقره، ۴ مدال برنز شده‌است.